# 学校法人啓明学園
学校法人啓明学園（がっこうほうじんけいめいがくえん）は東京都昭島市に本部を置く学校法人。キリスト教主義・プロテスタント自由主義神学。

## 概要
国際教育を理念に掲げ、数多くの帰国生・外国籍生徒を受け入れている。

## 沿革
- 1940年　東京都港区赤坂台町において啓明学園小学校の創立が許可される。三井高維（三井高棟の三男）邸を校舎として、入学式が行われる。
- 1941年　中学部、高等女学部の設置が許可される。
- 1943年　三井八郎右衞門高棟より、現在の土地建物が啓明学園に寄贈される。中学部、拝島に移り寮教育を行う。
- 1944年　初等学校3年生以上の児童生徒、拝島へ学童疎開。中学部、赤坂台町へ戻る。
- 1945年　赤坂台町の校舎、空襲により焼失。終戦。拝島で授業再開。
- 1967年　幼稚園を設置。
- 1997年　新校舎設置、カフェテリア設置。校舎名を旧Ｎ校舎をＥ校舎と改称。新校舎設置に伴いＥ校舎を初等科、Ｊ校舎を中学、Ｓ校舎を高等の校舎とする。5月名誉理事長三井英子死亡
- 2007年　初等学校校舎横に図書室を設置。

## 創設者
三井高維（たかすみ、1901 - 1979）は、三井家の総領家第10代当主・三井八郎右衞門こと三井高棟の三男に生まれ、1924年に東京帝国大学経済学部卒業後、銀行勤務、東大大学院を経て、1933年渡英。オックスフォード大学の研究生として海外生活を送るなか道徳再武装運動に触れ、提唱者であるメソジスト牧師フランク・ブックマンより洗礼を受ける。1938年に帰国し同運動の日本支部設立、1940年に海外在勤者の子女教育を目的とした「啓明学園」を創設した。11代当主で兄の三井高公から東京近郊の昭島市拝島町にある三井家の拝島別邸約3万坪を校地として譲り受け、寄宿教育を始めた。同校理事長のほか、三井報恩会理事長などを務めた。妻の英子は三井伊皿子家当主・三井高生の長女で、夫の没後同学園理事長を務めた。長女の白根直子（1927 - 2013、男爵白根松介長男・精一の妻）は同理事長のほか、テキサス州政府日本事務所代表を務め、没後「白根直子記念財団」が設立された。

## 卒業生・在校生
- alma - ボーカルユニット
- 生沢徹 - レーシングドライバー-実業家
- 稲吉紘実 - CIデザイナー、グラフィックデザイナー、芸術家
- 押尾学 - 俳優・歌手
- オノ・ヨーコ - 芸術家・音楽家 ビートルズの故ジョン・レノン夫人
- 狩野岳也 - 茨城県議会議員
- 堂本暁子 - 千葉県知事 元参議院議員 (オノ・ヨーコと同期生)
- トーマス・ユージ・ゴードン - モデル
- 中村喜四郎 - 衆議院議員
- 野村祐人 - 俳優
- ハウス加賀谷 - お笑い芸人
- 初原千絵 - 声優、アイドル
- 堀田正民 - 事業家、外資系企業幹部
- 藤沢文翁 - 実業家、劇作家、演出家
- 福山リョウコ - 漫画家
- 宮崎麗果 - 元タレント、実業家
- 城田純 - 声優
- 島津禎久 - 写真家
- ケン・マスイ - 音楽プロデューサー

## 学校法人啓明学園の設置する学校園
- 啓明学園高等学校
- 啓明学園中学校
- 啓明学園初等学校
- 啓明学園幼稚園